# Arthrogorgia
Arthrogorgia is een geslacht van neteldieren uit de klasse van de Anthozoa (bloemdieren).

## Soorten
- Arthrogorgia ijimai (Kinoshita, 1907)
- Arthrogorgia kinoshitai Bayer, 1952
- Arthrogorgia otsukai Bayer, 1952
- Arthrogorgia utinomii Bayer, 1996